# Karksi (gemeente)
Karksi (Estisch: Karksi vald) is een voormalige gemeente in de Estlandse provincie Viljandimaa. De gemeente, die op 1 januari 2017 3288 inwoners telde en een oppervlakte van 321,8 km² besloeg, ging op 24 oktober 2017 op in de fusiegemeente Mulgi.
De hoofdplaats van de gemeente was Karksi-Nuia, dat tot 1999 een afzonderlijke stadsgemeente was. Karksi-Nuia (tot 1987: Nuia) kreeg in 1993 de status van stad.
Naast Karksi-Nuia telde de landgemeente twintig dorpen, waarvan Karksi en Polli de grootste zijn, terwijl ook Tuhalaane, Sudiste en Lilli elk meer dan 100 inwoners tellen.
In Karksi-Nuia bevindt zich op de hoge oever van de rivier de Halliste de ruïne van een burcht van de Lijflandse Orde, die tot de belangrijkste steunpunten van de ridderorde in Zuid-Estland behoorde. De burcht werd in de 14de eeuw gebouwd, nadat zijn voorganger in 1297 door toedoen van de Litouwers was afgebrand. Op het burchtterrein staat de kerk van Karksi. Deze dateert uit 1778 en verving een vervallen, houten kerk, waarbij gebruik werd gemaakt van muren van de burcht. De barokke kerk is gewijd aan de apostel Petrus. De toren staat 205 cm uit het lood.
De schrijver August Kitzberg (1855-1927) bracht een deel van zijn leven in Karksi door: in zijn woonplaats Pöögle is een museum aan hem gewijd en in Karksi-Nuia bevindt zich een monument. Ook het gymnasium van Karksi-Nuia draagt zijn naam.

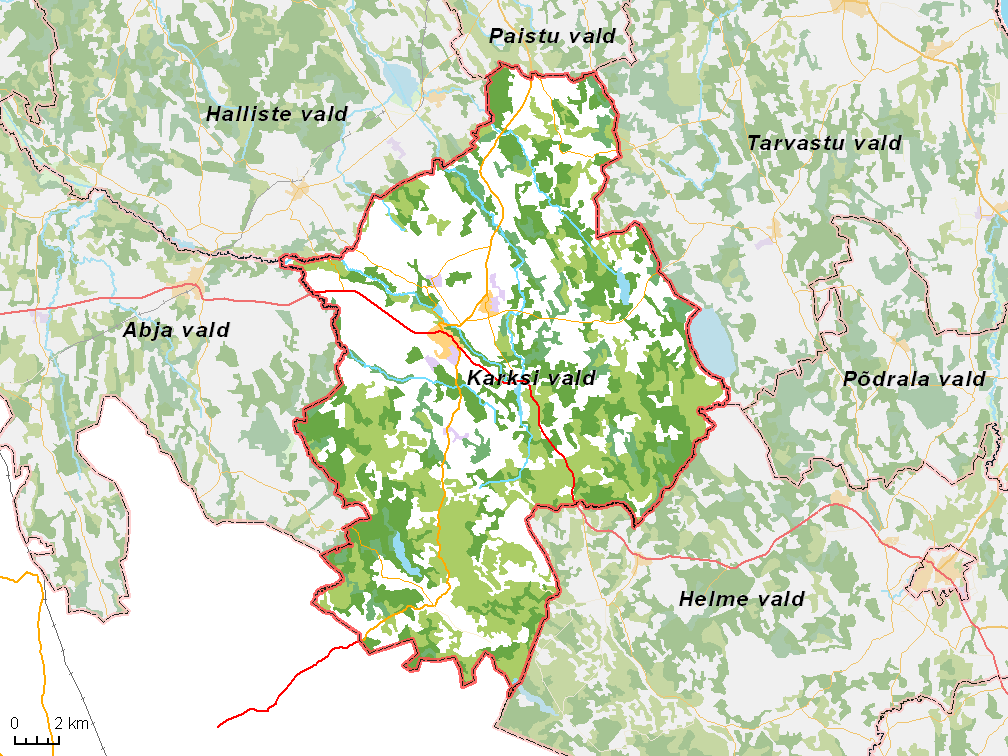
De gemeente met omliggende gemeenten, situatie begin 2017